# Église Saint-Augustin-et-Saint-Fidèle de La Goulette
Pour les articles homonymes, voir Église Saint-Augustin.
L'église Saint-Augustin-et-Saint-Fidèle de La Goulette est une église tunisienne située à La Goulette.
Elle est animée par des frères capucins siciliens au sein du quartier italien de La Petite Sicile.

## Description

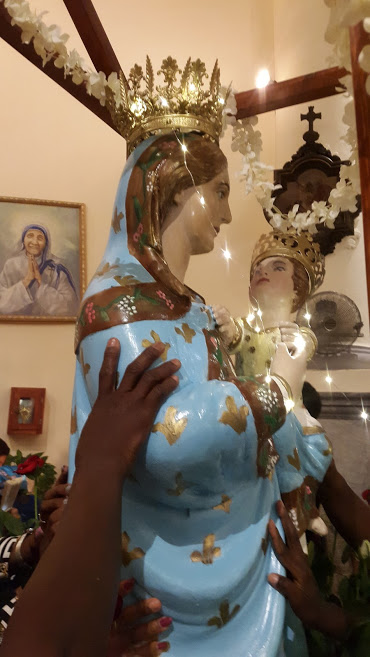
Statue de Notre-Dame de Trapani, dite aussi de La Goulette.

Si des registres paroissiaux existent dès 1838, l'église actuelle commence à être édifiée à partir de 1848 pour être achevée en 1872. Elle est la volonté de Fidèle Sutter agrémentée d'un presbytère. La première pierre est posée le 19 mai 1848. En hommage à l'évêque, l'édifice est placé sous la protection de saint Fidèle. 
À partir de 1898, le cardinal Lavigerie demande aux ermites de Saint-Augustin, originaires de Malte, de prendre en charge la paroisse ; le plus célèbre d'entre eux est le père Salibat qui apporte des modifications et embellissements à l'édifice (de 1901 à 1939). Elle devient vite un lieu d'attraction avec le pèlerinage à la Madone de Trapani et sa procession à travers la ville. En 1954, pour marquer le seizième centenaire de la naissance d'Augustin d'Hippone, lui est adjoint le vocable de Saint-Augustin.
À partir de 2007, le bâtiment fait l'objet de travaux de réfection, un peintre italien, Alberto Bogani, donnant à l'édifice une nouvelle décoration.
L'église accueille une communauté anglophone, surtout africaine, chaque dimanche pour la messe. Une communauté de sœurs missionnaires de la Charité (sœurs de Mère Teresa) vit sur place, prenant soin de quelques grand-mères d'origine italienne et finissant leurs jours en Tunisie. Une communauté de pères de la Congrégation de la Mission, dits Lazaristes, prend la relève des Salésiens en s'installant dans les lieux à partir de septembre 2011.

### Articles liés
- Fidèle Sutter
- Liste des églises catholiques de Tunisie